# Wilkes 160 1954
Wilkes 160 1954 var ett stockcarlopp ingående i Nascar Grand National Series (nuvarande Nascar Cup Series) som kördes 24 oktober 1954 på den 0,625 mile (1005,84 meter) långa ovalbanan North Wilkesboro Speedway i North Wilkesboro, North Carolina. Totalt avverkades 98,13 miles (157,925 km) fördelat på 157 varv. Banunderlaget var dirt. Loppet vanns av Hershel McGriff i en Oldsmobile på tiden 1:30.20 körande för Frank Christian. McGriffs snitthastighet var 65,175 mph. Prispotten uppgick till 3 800 dollar, varav 1 000 dollar gick till segraren.
Loppet var planerat att köras över 160 varv men rödflaggades vid 157 körda varv efter att Lou Figaro kört in i skyddsmuren och voltat flertalet gånger. Figaro avled dagen efter av dom skallskador han ådrog sig i kraschen.

## Resultat
| Plc     | Nr   | Förare          | Team/ bilägare     | Konstruktör | Start | Varv | Ledda varv |
| ------- | ---- | --------------- | ------------------ | ----------- | ----- | ---- | ---------- |
| 1       | 14   | Hershel McGriff | Frank Christian    | Oldsmobile  | 1     | 157  | 74         |
| 2       | 87   | Buck Baker      | Bob Griffin        | Oldsmobile  | i.u.  | 157  | 0          |
| 3       | 92   | Herb Thomas     | Herb Thomas Racing | Hudson      | 5     | 157  | 0          |
| 4       | 143  | Slick Smith     | Frank Christian    | Oldsmobile  | i.u.  | 156  | 0          |
| 5       | 3    | Dick Rathmann   | John Ditz          | Hudson      | 2     | 156  | 83         |
| 6       | 98   | Marvin Panch    | Beryl Jackson      | Oldsmobile  | i.u.  | 154  | 0          |
| 7       | 6    | Ralph Liguori   | Ralph Liguori      | Dodge       | i.u.  | 153  | 0          |
| 8       | 2    | Bill Blair      | Bill Blair         | Hudson      | i.u.  | 151  | 0          |
| 9       | 19   | Clyde Minter    | Ken Pace           | Mercury     | i.u.  | 151  | 0          |
| 10      | 82   | Joe Eubanks     | Phil Oates         | Hudson      | i.u.  | 150  | 0          |
| 11      | 18   | Arden Mounts    | Gene Comstock      | Hudson      | i.u.  | 150  | 0          |
| 12      | 88   | Jim Paschal     | Ernest Woods       | Oldsmobile  | i.u.  | 149  | 0          |
| 13      | 187  | Lou Figaro      | Lou Figaro         | Hudson      | i.u.  | 146  | 0          |
| 14      | 188  | Hooker Hood     | Hooker Hood        | Oldsmobile  | i.u.  | 146  | 0          |
| 15      | 1    | Elton Hildreth  | Elton Hildreth     | Nash        | i.u.  | 145  | 0          |
| 16      | 13   | Joel Million    | Ernest Woods       | Oldsmobile  | i.u.  | 144  | 0          |
| 17      | 9    | Donald Thomas   | Herb Thomas Racing | Hudson      | i.u.  | 144  | 0          |
| 18      | 126  | Dave Terrell    | Dave Terrell       | Dodge       | i.u.  | 144  | 0          |
| 19      | 103  | Billy Minter    | Clyde Minter       | Chevrolet   | i.u.  | 120  | 0          |
| 20      | 71   | Ken Pace        | Ken Pace           | Hudson      | i.u.  | 120  | 0          |
| 21      | 61   | Ned Jarrett     | Mellie Bernard     | Oldsmobile  | i.u.  | 114  | 0          |
| 22      | 5    | Jimmie Lewallen | Joe Blair          | Mercury     | i.u.  | 90   | 0          |
| 23      | 182  | Cotton Owens    | i.u.               | Hudson      | i.u.  | 87   | 0          |
| 24      | 77   | Fred Dove       | Ken Pace           | Hudson      | i.u.  | 56   | 0          |
| 25      | 33   | Jim Frey        | i.u.               | Hudson      | i.u.  | 52   | 0          |
| 26      | 8    | Bud Harless     | Edgar Clay         | Hudson      | i.u.  | 51   | 0          |
| 27      | 51   | Gober Sosebee   | Gober Sosebee      | Oldsmobile  | i.u.  | 42   | 0          |
| 28      | 100  | Blackie Pitt    | Gary Drake         | Oldsmobile  | i.u.  | 37   | 0          |
| 29      | 28   | Eddie Skinner   | Frank Dodge        | Oldsmobile  | i.u.  | 33   | 0          |
| 30      | B-29 | Dink Widenhouse | Dink Widenhouse    | Oldsmobile  | i.u.  | 20   | 0          |
| 31      | 7    | Gwyn Staley     | Paul Whiteman      | Cadillac    | i.u.  | 15   | 0          |
| 32      | 42   | Lee Petty       | Petty Enterprises  | Chrysler    | 3     | 12   | 0          |
| Källor: |      |                 |                    |             |       |      |            |